# 中央造幣廠
中央造幣廠是中華民國中央銀行的直屬機構之一，主要負責法定硬幣、紀念幣等鎔鑄、整理工作，同時也承辦各項各類勳章、獎章、機關印信的製造。此外，也對外兼營許多紀念章、紀念牌、紀念碑等金屬製品業務。原位於上海市光复西路17号，该址现为上海造币厂使用；1949年5月遷臺，設於臺北市酒泉街，1977年5月再遷往桃園縣龜山鄉（今 桃園市龜山區）現址。

## 沿革
中央造幣廠創設於1920年。1928年北伐軍控制上海後，將原上海造幣廠改爲中央造幣廠，直屬國民政府財政部。國民政府任命國父孫中山的朋友、從澳大利亞歸國的海外國民黨元老暨永安公司董事長郭標出任廠長。在郭標領導下中央造幣廠增建了廠房和設備。
中國抗日戰爭期間，中央造幣廠内遷數地。中華民國在1948年8月開始發行金圓券，中央造幣廠依〈金圓券發行辦法〉鑄造金圓輔幣五種，分別是一分、五分、一角、二角、五角。中央造幣廠在1949年5月遷到臺灣臺北市酒泉街，並在該年8月到12月期間鑄造了104萬8,000枚民國二十三年（1934年）版的一元銀本位幣，並為臺灣銀行鑄造168萬枚新臺幣五角銀輔幣、1,419萬枚新臺幣一角銅輔幣；而在1950年8月完成臺灣銀行輔幣的鑄造後，中央造幣廠業務陷入停頓，僅負責燒鎔一些金條；停辦黃金儲蓄後，該業務亦停頓。留在上海的原中央造幣廠設備和人員1949年5月28日被中國人民解放軍上海市軍事管制委員會接收，改組為“人民造幣廠”；現為上海造幣有限公司。
為了解決業務停頓問題，中央造幣廠除整頓內部組織外，亦積極爭取業務，主動研究鋁鎂、銅鋁、鎳銅鋅等合金幣材，1958年更引進西德雕刻機取代手工鋼模。在此時期，由於第一期四年經濟建設計畫，臺灣經濟稍微復甦，中央造幣廠於1953年奉准鑄造五角銅鋁合金輔幣，隔年又鑄造一角鋁鎂合金輔幣。而後由於進口管制放寬、鼓勵私人儲蓄與投資等政策改善經濟，1950年增鑄民國四十九年（1950年）版的一元鎳銅鋅合金幣；隔年再次開鑄，數量達到1,708萬4,000枚，業務開始好轉。
1967年，行政院認為酒泉街廠房狹小、機器陳舊，開始規劃中央造幣廠遷廠。經過規劃考量後，1974年中央造幣廠開始設計規劃新廠，並將員工與設備陸續遷到桃園縣龜山鄉新廠；最後於1977年5月正式結束酒泉街舊廠業務。